# Pseudauximus pallidus
Pseudauximus pallidus är en spindelart som beskrevs av William Frederick Purcell 1903. Pseudauximus pallidus ingår i släktet Pseudauximus och familjen mörkerspindlar. Inga underarter finns listade i Catalogue of Life.